# Tadeusz Prek
Tadeusz Prek herbu własnego (ur. ok. 1833, zm. 20 grudnia 1883) – polski właściciel ziemski.

## Życiorys
Urodził się około 1833. Po Franciszku Ksawerym Preku został właścicielem dóbr tabularnych w Sielcu, którymi władał w latach 60., 70..
W latach od około 1861 do około 1880 figurował jako czynny członek C. K. Galicyjskiego Towarzystwa Gospodarsko-Rolniczego w Krakowie (analogicznie Stefan Prek). Był działaczem C. K. Galicyjskiego Towarzystwa Kredytowego Ziemskiego, od około 1868 do około 1871 był członkiem wydziału okręgowego w Ropczycach, od około 1871 do około 1880 był detaksatorem wydziału okręgowego w Dąbrowie, a od około 1871 do około 1873 zastępcą prezesa wydziału okręgowego w Ropczycach. Od około 1871 do około 1879 był członkiem oddziału żurawieńskiego C. K. Galicyjskiego Towarzystwa Gospodarskiego we Lwowie, od około 1877 oddziału kałuskiego.
Jako właściciel ziemski z wybrany z grupy większych posiadłości od około 1868 do około 1873 był członkiem Rady c. k. powiatu ropczyckiego i jednocześnie pełnił funkcję członka wydziału.
Zmarł 20 grudnia 1883. Został pochowany w Krakowie.